# Унковский, Алексей Михайлович
Алексе́й Миха́йлович У́нковский (24 декабря 1828 (5 января 1829) — 20 декабря 1893 (1 января 1894)) — русский общественный деятель и юрист.

## Биография
Родился 24 декабря 1828 (5 января 1829) года в родовом имении Унковских сельце Дмитрюково Тверского уезда, в 36 верстах от Твери. Его отец, штабс-капитан Михаил Алексеевич, был помещиком, тверским уездным предводителем дворянства. Мать, Анна Павловна, происходила из старинного дворянского рода Морковых.
До одиннадцати лет он воспитывался дома; в своих воспоминаниях о детстве он упомянул одного из своих учителей — Ивана Ивановича Энгельгардта. В начале 1840 года отец отдал его в Московский дворянский институт; в 1843 году, как один из лучших учеников был переведён на обучение за казённый счет в Царскосельский лицей. Там Унковский познакомился с Михаилом Салтыковым; это знакомство позже переросло в дружбу. За связь с М. В. Петрашевским и сатирическое сочинение «Поход в Хиву», высмеивающее неудачный поход русских войск, в 1844 году он был исключён из лицея. Осенью 1846 года он поступил на юридический факультет Императорского Московского университета, который окончил в 1850 году. Некоторое время служил в Московском главном архиве Министерства иностранных дел и, после смерти отца, был вынужден с 1852 года поселиться в Тверской губернии.
Унковский с юных лет был противником крепостного права и, вступив во владение имением, отпустил на волю своих дворовых и всемерно облегчил положение принадлежавших ему крепостных крестьян.
Избранный депутатом дворянства от Тверского уезда, он раскрыл злоупотребления в расходовании общественных сумм учреждениями, подведомственными дворянству. В 1854 году он был избран Тверским уездным судьёй. Три года службы судьёй стали для Унковского временем борьбы с тверским губернатором Александром Павловичем Бакуниным, злоупотреблявшим своей властью, — дошло даже до обращения к министру юстиции.
Избранный в феврале 1857 года губернским предводителем дворянства, Унковский подал Александру II записку об условиях освобождения крестьянства, в которой высказывался за наделение крестьян землёй с уплатой помещикам вознаграждения за людей от государства. При этом крестьянину должно быть даровано полное право свободного переселения. Его записка была опубликована А. И. Герценом в «Колоколе».
Когда обнародован был рескрипт 20 ноября 1857 года на имя Виленского генерал-губернатора В. И. Назимова, Унковский немедленно примкнул к движению и составил записку об освобождении крестьян. В этой записке он указывал, что освободить крестьян следует с земельным наделом, содержащим в себе необходимо нужное освобождаемым количество пахотной, луговой и выгонной земли. В своей Записке по крестьянскому делу Унковский предупреждал, что дарование свободы крестьянам не может быть формальным, так как, в противном случае, между землевладельцем и освобожденными крестьянами «породится повсеместно антагонизм и вследствие того личная ненависть, которых не могло быть и в помине в великороссийских губерниях, где крестьянин подчинялся помещику на основании начал чисто родового патриархального быта и феодального права никогда не было». Записка в январе 1858 года была разослана во все уездные дворянские собрания Тверской губернии, но только в четырёх уездах (Новоторжском, Тверском, Корчевском и Весьегонском) встретил сочувствие. 7 августа того же года был открыт тверской губернский комитет по улучшению быта крестьян. Большинством голосов (14 против 13) тверской комитет высказался за предоставление крестьянам права выкупа всего земельного надела; в Петербурге же считали иначе и Унковский во главе депутации от тверских дворян отправился в конце октября 1858 года в столицу, результатом чего стало постановление главного комитета о разрешении тверскому комитету «составить проект выкупа по его желанию». В течение трёх месяцев, при сотрудничестве А. А. Головачёва, Унковский выработал проект «Положения об улучшении быта помещичьих крестьян», который был подписан всеми 27 членами комитета, но из них 12 остались при особых мнениях.
За подачу «Адреса пяти» в 1859 году был уволен с должности губернским предводителем дворянства. В августе 1859 года Унковский прибыл в Петербург в числе депутатов дворянства, приглашённых к участию в работах редакционных комиссий. Здесь он часто высказывал несогласия с намечаемыми методами проведения реформы, а  его мнение о необходимости, одновременно с освобождением крестьян, ввести земское самоуправление и независимый гласный суд, многим казалось слишком смелым. Вернувшись в октябре 1859 года в Тверь, Унковский получил выговор и был подвергнут полицейскому надзору. Открывшееся в декабре 1859 года Тверское губернское дворянское собрание намерено было заняться обсуждением крестьянской реформы в применении к своей губернии, но в это время воспоследовало запрещение касаться этого вопроса на дворянских собраниях. Тем не менее, тверское дворянское собрание, большинством 231 голоса против 56, постановило просить Государя «о дозволении иметь суждение о своих нуждах и пользах, не стесняясь возможною соприкосновенностью их с крестьянским вопросом». Было составлено прошение, подписанное 154 дворянами с Унковским во главе, которое было отправлено в Петербург; 19 декабря в Твери было получено уведомление об удалении Унковского от должности за то, что он допустил обсуждение прошения и первым подписал его.
Оставаясь в Твери, Унковский продолжал активно участвовать в вопросах, связанных с крестьянской реформой и 15 февраля 1860 года, по доносу, он был отправлен в административную ссылку в Вятку, откуда отправил царю письмо, в котором доказывал легальность всех своих поступков. В результате, в сентябре, ссылка была отменена и с октября 1860 года Унковский поселился в Москве. В это время в Лондоне появилась публикация критических замечаний Унковского правительственного проекта крестьянской реформы — «Соображения по докладам Редакционных комиссий»; им была отведена полностью девятая книжка «Голосов из России».
После выхода весной 1861 года «Манифеста» и «Положения» о реформе Унковский получил от министра внутренних дел графа С. С. Ланского предложение занять в тверском губернском по крестьянским делам присутствии должность члена от правительства, но отказался. В это время он в качестве юриста занимался крестьянскими делами; наибольшую известность получили выигранные им процессы против княгини Черкасской, графа Д. А. Толстого и графинь Сантис. В течение года Унковский выиграл 18 таких дел, после чего, в 1862 году, ему было запрещено заниматься крестьянскими делами.
Позже Унковский сотрудничал в «Московских Ведомостях» В. Ф. Корша, «Современнике», «Вестнике Европы», «Санкт-Петербургских Ведомостях», «Отечественных записках», помещая в них статьи по крестьянскому вопросу, а также о готовившейся судебной реформе. В «Современнике» (№ 5, 1863) была напечатана статья Унковского «О преобразованиях по части прямых налогов», в которой доказывал необходимость и возможность введения в России подоходного налога и желательность определения и раскладки его самими плательщиками.
В 1865 году Унковский был управляющим Нижегородской контрольной палатой, где проявил свою обычную энергию в раскрытии злоупотреблений казёнными кредитами.
В конце 1866 года он вступил в корпорацию петербургских присяжных поверенных. Унковский больше тяготел к делам, сопряженным с общественными интересами: так, он вёл процесс харьковского земства против железнодорожного деятеля С. С. Полякова и взыскал с него обещанную им сумму на устройство Харьковского технологического института; в качестве постоянного юрисконсульта общества взаимного поземельного кредита он вёл процесс, после известной растраты Юханцева, против членов бывшего правления и наблюдательного комитета; как постоянный юрисконсульт Санкт-Петербургского кредитного общества вёл дело общества против бывших членов наблюдательного комитета, вовлёкших общество, по нерадению, в убытки. В 1874—1881 годах был председателем Санкт-Петербургского совета присяжных поверенных. 
Был почётным членом Московского юридического общества.
Скончался А. М. Унковский 20 декабря 1893 (1 января 1894) года в Петербурге; похоронен был на родине, около церкви несуществующего ныне села Малое Троицкое, рядом с могилами родителей, близких и дальних родственников. В 1995 году, вместо исчезнувшего старого надгробья на могиле Унковского, его правнуком профессором МПГУ А. А. Унковским было установлено новое.

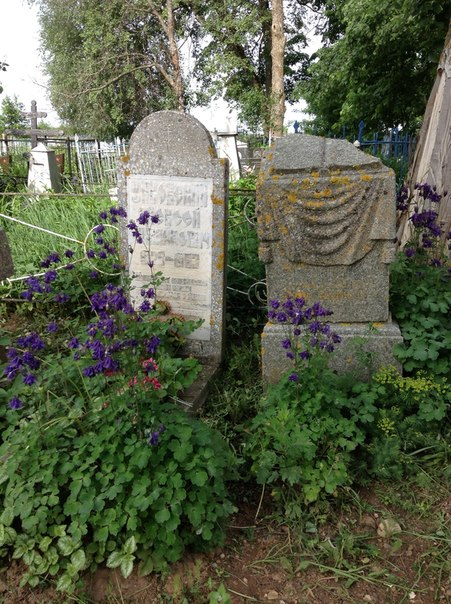
Могила А.М. Унковского у Троицкой церкви

## Семья
Был женат, имел детей: Михаил, Софья. Правнук — Андрей Алексеевич Унковский, художник-педагог.

### Рекомендуемая литература
- А. М. Унковский: жизнь и судьба тверского реформатора / Чернышов В. Д. — Тверь : Твер. обл. кн.-журн. изд-во, 1998. — 222 с., [1] л. портр.: ил., портр., табл., факс. — ISBN 5-85457-123-4.